# World Team Trophy
L’ISU World Team Trophy è una gara di pattinaggio di figura riconosciuta dall'ISU. Il World Team Trophy si è svolto per la prima volta a Tokyo, in Giappone, dal 16 al 19 aprile 2009.

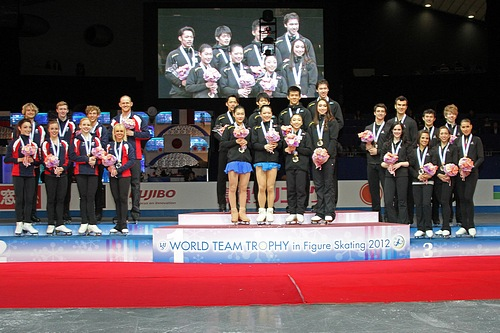
La premiazione al World Team Trophy 2012.

Il nuovo evento è stato annunciato nel corso di una conferenza stampa durante il Campionato del mondo del 2008 con la speranza di incoraggiare le nazioni a sviluppare tutte le discipline del pattinaggio. Alla competizione partecipano le sei nazioni più forti al mondo secondo il ranking internazionale. Ciascuna squadra è composta da due uomini, due donne, una coppia di artistico e una coppia di danza su ghiaccio.
La competizione si svolge ogni due anni, negli anni dispari. L'edizione prevista per il 2011 è stata posticipata al 2012 a causa del Terremoto con conseguente tsunami che l'11 marzo del 2011 ha devastato il Tohoku.

## Risultati
| Anno | Località                                                                | Gold | Silver | Bronze |
| 2009 | Tokyo                                                                   | Stati Uniti Jeremy Abbott Evan Lysacek Rachael Flatt Caroline Zhang Caydee Denney / Jeremy Barrett Tanith Belbin / Benjamin Agosto                          | Canada Patrick Chan Vaughn Chipeur Cynthia Phaneuf Joannie Rochette Jessica Dubé / Bryce Davison Tessa Virtue / Scott Moir                        | Giappone Takahiko Kozuka Nobunari Oda Miki Andō Mao Asada Narumi Takahashi / Mervin Tran Cathy Reed / Chris Reed                                           |
| 2011 | Evento cancelleato a causa del Terremoto e maremoto del Tōhoku del 2011 | Evento cancelleato a causa del Terremoto e maremoto del Tōhoku del 2011                                                                                     | Evento cancelleato a causa del Terremoto e maremoto del Tōhoku del 2011                                                                           | Evento cancelleato a causa del Terremoto e maremoto del Tōhoku del 2011                                                                                    |
| 2012 | Tokyo                                                                   | Giappone Takahiko Kozuka Daisuke Takahashi Kanako Murakami Akiko Suzuki Narumi Takahashi / Mervin Tran Cathy Reed / Chris Reed                              | Stati Uniti Jeremy Abbott Adam Rippon Gracie Gold Ashley Wagner Caydee Denney / John Coughlin Meryl Davis / Charlie White                         | Canada Patrick Chan Kevin Reynolds Amélie Lacoste Cynthia Phaneuf Meagan Duhamel / Eric Radford Tessa Virtue / Scott Moir                                  |
| 2013 | Tokyo                                                                   | Stati Uniti Max Aaron Jeremy Abbott Gracie Gold Ashley Wagner Marissa Castelli / Simon Shnapir Madison Chock / Evan Bates                                   | Canada Patrick Chan Kevin Reynolds Gabrielle Daleman Kaetlyn Osmond Meagan Duhamel / Eric Radford Kaitlyn Weaver / Andrew Poje                    | Giappone Takahito Mura Daisuke Takahashi Mao Asada Akiko Suzuki (nessuna coppia di artistico) Cathy Reed / Chris Reed                                      |
| 2015 | Tokyo                                                                   | Stati Uniti Max Aaron Jason Brown Gracie Gold Ashley Wagner Alexa Scimeca Knierim / Chris Knierim Madison Chock / Evan Bates                                | Russia Maksim Kovtun Sergej Voronov Elena Radionova Elizaveta Tuktamyševa Juko Kavaguti / Aleksandr Smirnov Elena Il'inych / Ruslan Žiganšin      | Giappone Yuzuru Hanyū Takahito Mura Satoko Miyahara Kanako Murakami Ami Koga / Francis Boudreau-Audet Cathy Reed / Chris Reed                              |
| 2017 | Tokyo                                                                   | Giappone Yuzuru Hanyū Shōma Uno Wakaba Higuchi Mai Mihara Sumire Suto / Francis Boudreau-Audet Kana Muramoto / Chris Reed                                   | Russia Michail Koljada Maksim Kovtun Evgenija Medvedeva Elena Radionova Evgenija Tarasova / Vladimir Morozov Ekaterina Bobrova / Dmitrij Solov'ëv | Stati Uniti Jason Brown Nathan Chen Karen Chen Ashley Wagner Ashley Cain / Timothy LeDuc Madison Chock / Evan Bates                                        |
| 2019 | Fukuoka                                                                 | Stati Uniti Nathan Chen Vincent Zhou Mariah Bell Bradie Tennell Ashley Cain / Timothy LeDuc Madison Hubbell / Zachary Donohue                               | Giappone Keiji Tanaka Shōma Uno Rika Kihira Kaori Sakamoto Riku Miura / Shoya Ichihashi Misato Komatsubara / Tim Koleto                           | Russia Andrei Lazukin Aleksandr Samarin Sof'ja Samodurova Elizaveta Tuktamyševa Natal'ja Zabijako / Aleksandr Ėnbert Viktorija Sinicina / Nikita Kacalapov |
| 2021 | Osaka                                                                   | Russia Michail Koljada Evgeni Semenenko Anna Ščerbakova Elizaveta Tuktamyševa Anastasija Mišina / Aleksandr Galljamov Viktorija Sinicina / Nikita Kacalapov | Stati Uniti Jason Brown Nathan Chen Karen Chen Bradie Tennell Alexa Scimeca Knierim / Brandon Frazier Kaitlin Hawayek / Jean-Luc Baker            | Giappone Yuzuru Hanyū Shōma Uno Rika Kihira Kaori Sakamoto Riku Miura / Ryūichi Kihara Misato Komatsubara / Tim Koleto                                     |
| 2023 | Tokyo                                                                   | Stati Uniti Jason Brown Ilia Malinin Amber Glenn Isabeau Levito Alexa Scimeca Knierim / Brandon Frazier Madison Chock / Evan Bates                          | Corea del Sud Cha Jun-hwan Lee Si-hyeong Kim Ye-lim Lee Hae-in Cho Hye-jin / Steven Adcock Hannah Lim / Ye Quan                                   | Giappone Shun Satō Kazuki Tomono Mai Mihara Kaori Sakamoto Riku Miura / Ryūichi Kihara Kana Muramoto / Daisuke Takahashi                                   |
| 2025 | Tokyo                                                                   | Stati Uniti Jason Brown Ilia Malinin Amber Glenn Alysa Liu Alisa Efimova / Misha Mitrofanov Madison Chock / Evan Bates                                      | Giappone Yuma Kagiyama Shun Satō Mone Chiba Kaori Sakamoto Riku Miura / Ryūichi Kihara Utana Yoshida / Masaya Morita                              | Italia Daniel Grassl Nikolaj Memola Lara Naki Gutmann Anna Pezzetta Sara Conti / Niccolò Macii Charlene Guignard / Marco Fabbri                            |

## Nazioni partecipanti
| Nazione       | 2009 | 2012 | 2013 | 2015 | 2017 | 2019 | 2021 | 2023 | 2025 | Totale |
| ------------- | ---- | ---- | ---- | ---- | ---- | ---- | ---- | ---- | ---- | ------ |
| Canada        | 2°   | 3°   | 2°   | 4°   | 4°   | 5°   | 6°   | 6°   | 5°   | 9      |
| Cina          | 6°   | –    | 5°   | 5°   | 5°   | –    | –    | –    | –    | 4      |
| Francia       | 4°   | 4°   | 6°   | 6°   | 6°   | 4°   | 5°   | 5°   | 4°   | 9      |
| Georgia       | –    | –    | –    | –    | –    | –    | –    | –    | 6°   | 1      |
| Italia        | –    | 6°   | –    | –    | –    | 6°   | 4°   | 4°   | 3°   | 5      |
| Giappone      | 3°   | 1°   | 3°   | 3°   | 1°   | 2°   | 3°   | 3°   | 2°   | 9      |
| Russia        | 5°   | 5°   | 4°   | 2°   | 2°   | 3°   | 1°   | –    | –    | 7      |
| Corea del Sud | –    | –    | –    | –    | –    | –    | –    | 2°   | –    | 1      |
| Stati Uniti   | 1°   | 2°   | 1°   | 1°   | 3°   | 1°   | 2°   | 1°   | 1°   | 9      |